# Rhyolith

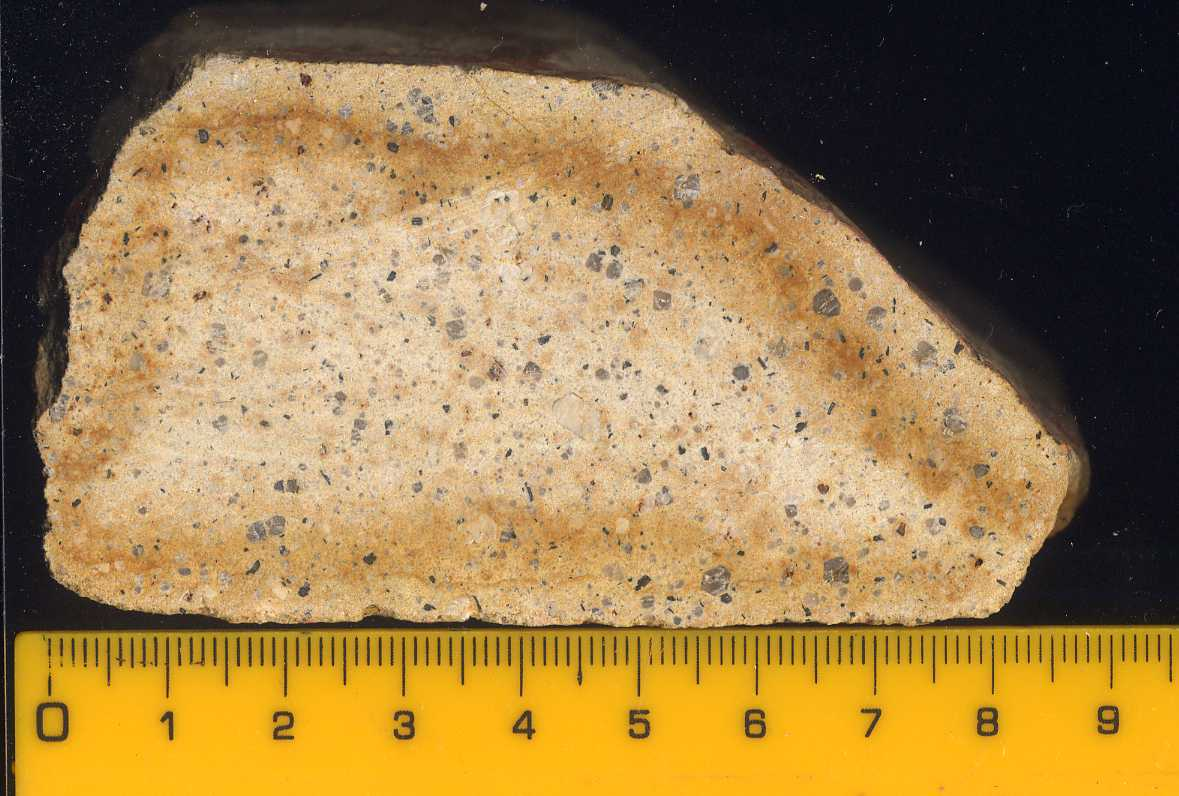
Angeschliffenes Handstück eines Rotliegend-Rhyoliths („Quarzporphyr“) mit relativ kleinen Einsprenglingen („Feinporphyr“) und Verwitterungsrinde aus dem Oberpfälzer Wald (Zone von Erbendorf-Vohenstrauß), Bayern. Die bräunliche Farbe im äußeren Bereich des Handstückes geht auf die verwitterungsbedingte Oxidation von Magnetit in „höherwertige“ Eisenoxide und -hydroxide zurück („Rost“).

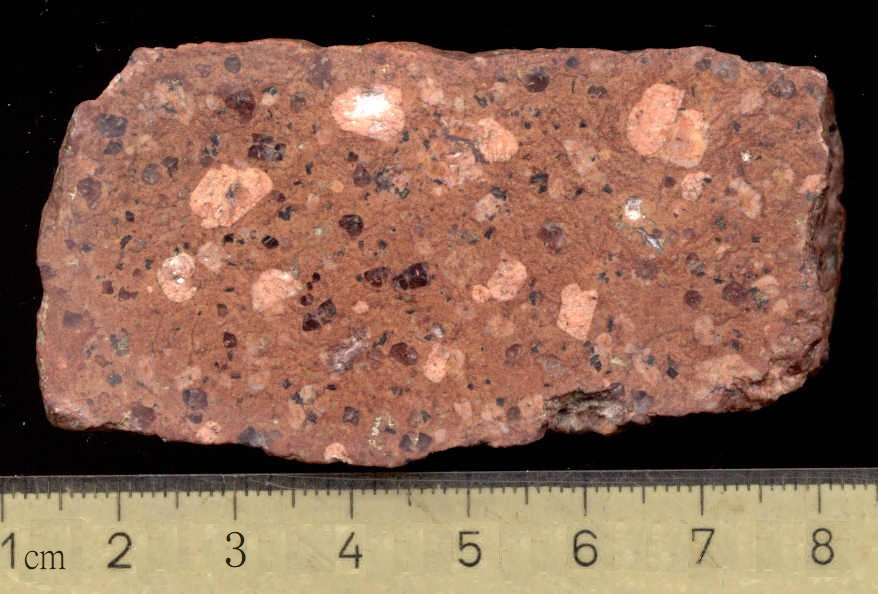
Angeschliffenes Handstück eines Rotliegend-Rhyoliths aus Löbejün („Quarzporphyr“), Sachsen-Anhalt.

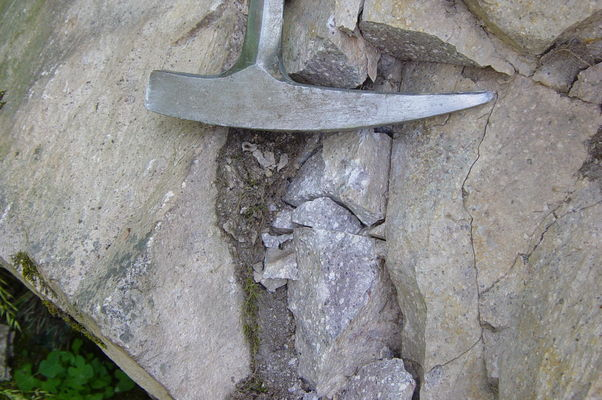
Rotliegend-Rhyolith („Quarzporphyr“) des Saar-Nahe-Beckens im Aufschluss. Wöllstein nahe Bad Kreuznach, Rheinland-Pfalz

Rhyolith ist ein felsisches, in seiner chemischen und mineralogischen Zusammensetzung dem Granit entsprechendes vulkanisches Gestein. Es ist mit einem Gesamtanteil von 65–75 Gewichtsprozenten das SiO2-reichste unter den felsischen Vulkaniten. Die veraltete Bezeichnung für Rhyolithe, die vor dem Mesozoikum gebildet wurden, ist Quarzporphyr. Ein ebenfalls veralteter Begriff für Rhyolith ist Liparit.

## Etymologie und Geschichte
Rhyolith ist eine Wortschöpfung aus den griechischen Wörtern ῥεῖν rheĩn „fließen“ und λίθος líthos „Stein“. Das Gestein wurde erstmals 1860 von Baron Ferdinand von Richthofen unter diesem Namen wissenschaftlich beschrieben.

## Aussehen und Mineralbestand

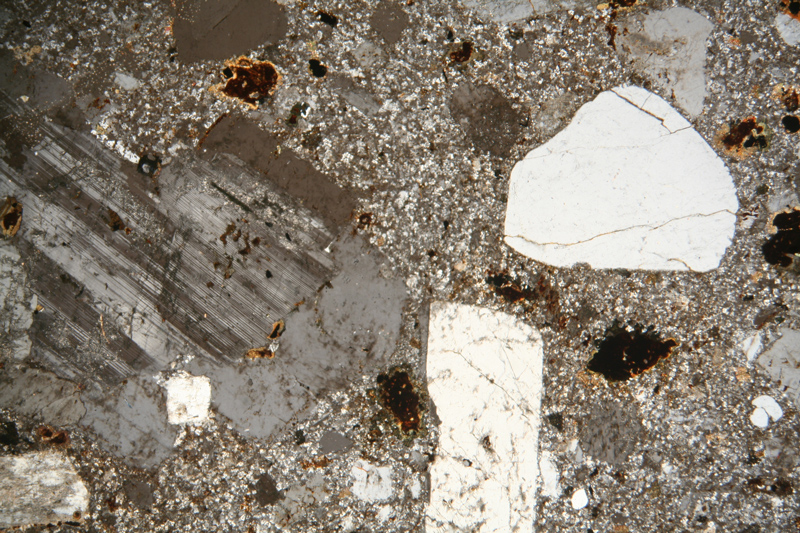
Rhyolith im Dünnschliff bei gekreuzten Polarisatoren: Deutlich erkennbar die Einsprenglinge aus Plagioklas (das „gestreifte“ Korn links), Alkalifeldspat (u. a. das längliche weiße, „schmutzig“ wirkende Korn am unteren Bildrand) und Quarz (u. a. das große rundliche „klare“ weiße Korn oben rechts im Bild) sowie kleineren Biotit-Einsprenglinge (braun) in der feinkörnigen Grundmasse aus den gleichen Mineralen.

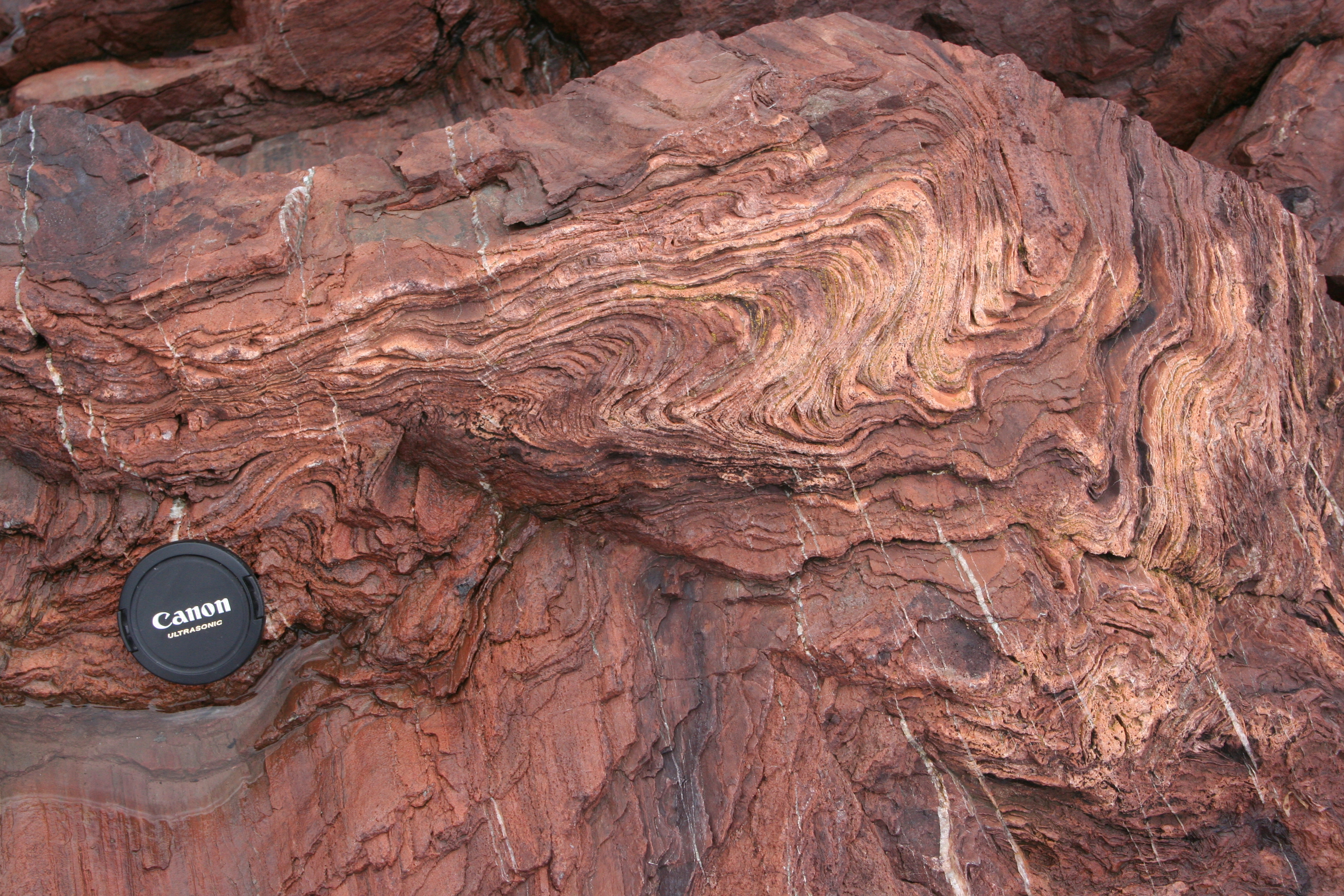
Roter Rhyolith mit Fließtextur. Dunn-Point-Formation (Ordovizium), nahe Arisaig, Neu-Schottland, Kanada.

Rhyolithe sind gewöhnlich relativ helle Gesteine. Graue, hellgrüne oder hellrote Farbtöne dominieren.
Rhyolith besteht überwiegend aus Quarz und Feldspat. Der Quarzanteil schwankt zwischen 20 % und 60 %, wobei Quarz-Anteile von mehr als 50 % vermutlich nicht durch Kristallisation einer rhyolithischen Schmelze zustande kommen, sondern erst durch nachträgliche Anreicherung des Gesteins. Für quarzarme Rhyolithe steht die Abkürzung QAR und für quarzreiche Typen das Kürzel QRR. Die restlichen 40 % bis 80 % bestehen hauptsächlich aus Feldspat, wovon beim Rhyolith im engeren Sinn zwischen 10 % und 65 % auf Plagioklas und komplementär 35 % bis 90 % auf Alkalifeldspat (Sanidin und/oder Orthoklas) entfallen. Ein felsischer Vulkanit mit mehr als 90 % Alkalifeldspat im Feldspat-Anteil heißt Alkali-Rhyolith, einer mit mehr als 65 % Plagioklas Rhyodazit; dieser leitet zum Dazit über.
Zudem weist ein Rhyolith geringe Anteile – meist kaum mehr als 2 %, maximal 15 % – an mafischen Mineralen auf. Rhyodazit kann maximal 20 % solcher Anteile besitzen. Unter diesen Bestandteilen kommt sehr häufig Biotit vor, daneben Hornblende oder Augit. Rhyolithe enthalten weiterhin in meist sehr geringen Mengen (weniger als 1 %) Minerale wie Magnetit, Hämatit, Cordierit, Granat oder Olivin.
Für gewöhnlich besitzt Rhyolith ein porphyrisches Gefüge. Das bedeutet, er besteht aus einer dichten, feinkörnigen Grundmasse, deren Einzelkristalle man nur unter dem Mikroskop erkennen kann und in der verstreut größere Kristalle eingebettet sind, sogenannte Einsprenglinge, die meist aus Quarz und Feldspat bestehen und wenige Millimeter bis einige Zentimeter groß sind. Jedoch gibt es auch Rhyolithe ohne jeden Einsprengling, die also zur Gänze feinkörnig sind, man spricht dann von aphyrischen oder felsitischen Rhyolithen. Teilweise zeigt Rhyolith-Gestein auch gut erkennbare Fließtexturen.
Ein rhyolithisches Magma kann beim Erstarren ein regelmäßiges Klüftungsmuster ausbilden, wodurch sechskantige Säulen entstehen, wie sie auch von Basalt her bekannt sind.
Vor allem geologisch junge Rhyolithe weisen sehr häufig Hohlräume im Gestein auf, die ursprünglich Gasblasen waren, vergleichbar Löchern im Schweizer Käse. Bei geologisch alten Rhyolithen sind diese Blasenhohlräume meist mit Mineralen verfüllt, die im Laufe der Zeit dort ausgefällt wurden. Dadurch kann sich der Quarzgehalt eines Rhyoliths nachträglich beträchtlich erhöhen.
Vulkanische Glase mit der gleichen chemischen Zusammensetzung wie Rhyolith werden als Obsidiane bezeichnet.

## Entstehung
Rhyolithe entstehen aus einem relativ SiO2-reichen Magma oder einer entsprechenden Lava. Eine solche Anreicherung, magmatische Differentiation genannt, findet fast ausschließlich beim Aufstieg von Magmen durch besonders dicke Erdkruste statt, wie es sie nur unter Kontinenten und relativ großen Inselbögen gibt.
Das porphyrische Gefüge kommt zustande, wenn die Temperatur des bereits differenzierten Magmas in der Magmakammer unterhalb eines Vulkans oder Vulkangebietes sehr langsam absinkt, so dass sich darin durch allmählichen Anwuchs an nur wenigen Kristallisationskeimen einzelne recht große Kristalle bilden. Steigt danach bei einem Vulkanausbruch das Magma doch noch schnell auf, so kühlt es im Vulkanschlot oder gar nach dem Austritt als Lava sehr rasch ab und erstarrt schließlich komplett. Bei dieser nunmehr schnellen Abkühlung entstehen nur noch mikroskopisch kleine Kristalle, die dann die Grundmasse (Matrix) des Gesteins bilden. Die vorher entstandenen großen Kristalle sind als sogenannte Einsprenglinge mit bloßem Auge deutlich von dieser Grundmasse unterscheidbar.
Verweilt das differenzierte Magma nur sehr kurz in der Magmakammer, so dass dabei keine Einsprenglinge heranwachsen können, so entsteht ein Rhyolith mit aphyrischem bzw. felsitischem Gefüge. Bei extrem schneller Abkühlung („Abschreckung“) einer rhyolithischen Lava entsteht kein Rhyolith, sondern Obsidian.

## Vorkommen

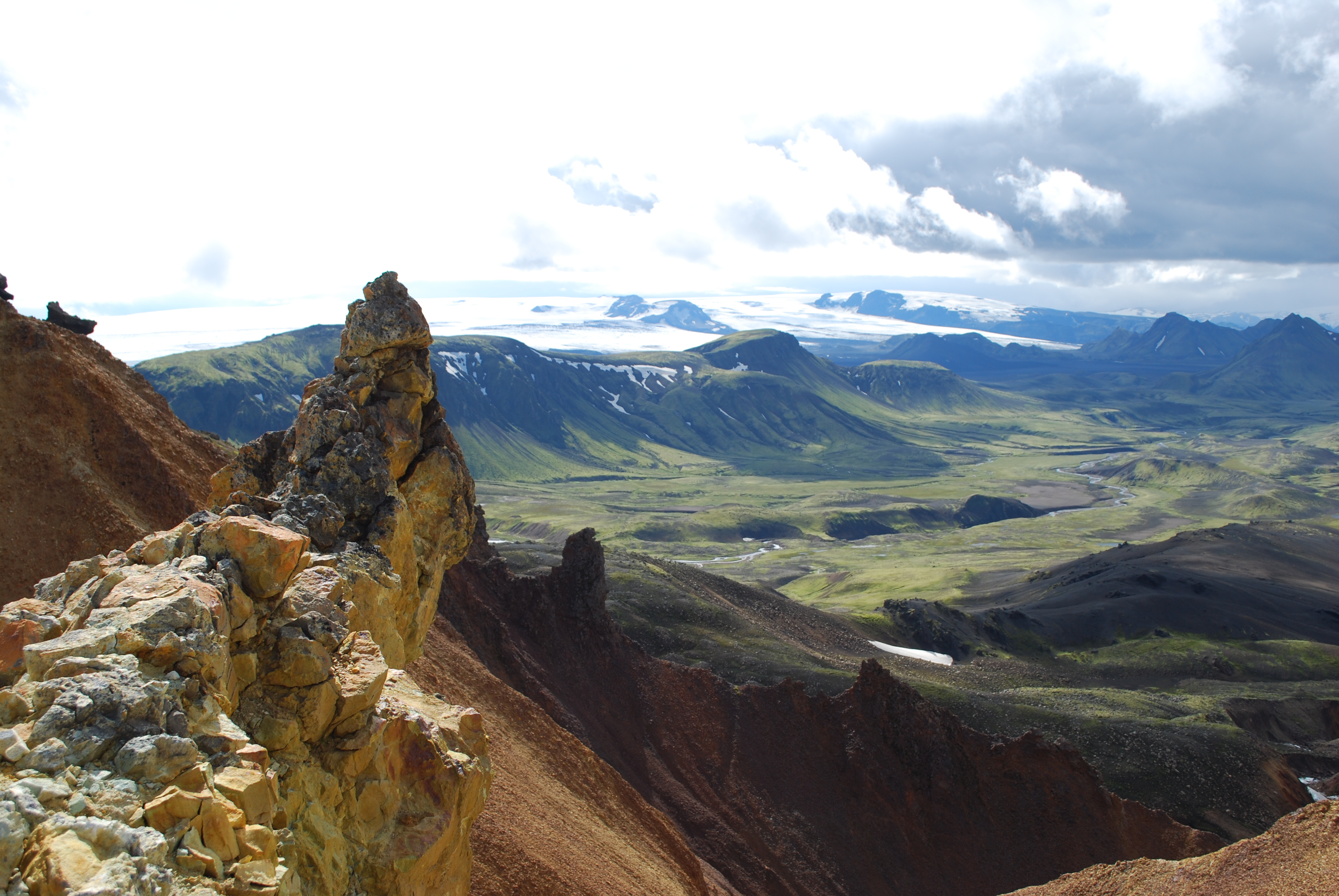
Geologisch junger Rhyolith (links im Bild) in den Kaldaklofsfjöll, Landmannalaugar, Island

Rhyolithe finden sich fast immer im Zusammenhang mit kontinentalem Vulkanismus, an den Hängen rezenter Vulkane, wie z. B. rund um den Torfajökull auf Island (Landmannalaugar) oder aber im durch Erosion freigelegten Inneren von Vulkanen der geologischen Vergangenheit, wie z. B. im heutigen Thüringer Wald. Darüber hinaus können magmatische Inselbögen im fortgeschrittenen Stadium, z. B. im Fall der Taupō Volcanic Zone der Nordinsel Neuseelands, verstärkt Rhyolithe produzieren.

### Europa
- Mitteleuropa: vor allem geologisch ältere, kontinentale Rhyolithe („Quarzporphyre“), die im unteren Perm entstanden sind und der Rotliegend-Gesteinsserie zugerechnet werden. Dazu gehören Vorkommen Probe eines blasigen Rhyoliths aus dem Untergrund von Süd-Mecklenburg aus mehr als 6700 Metern Tiefe (Bohrung „Mirow 1/1974“)[2] 

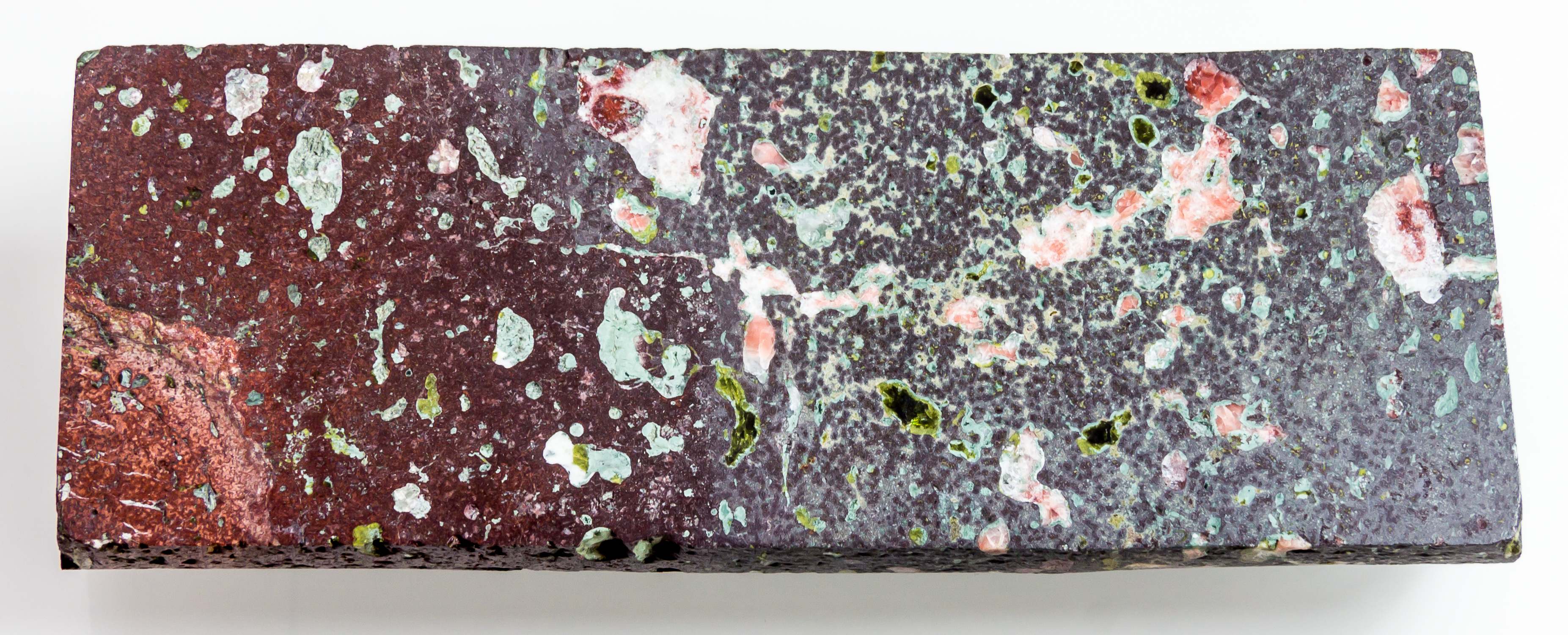
Probe eines blasigen Rhyoliths aus dem Untergrund von Süd-Mecklenburg aus mehr als 6700 Metern Tiefe (Bohrung „Mirow 1/1974“)

  - im Untergrund des Norddeutsch-Polnischen Beckens,[3]
  - im Flechtinger Höhenzug,
  - im Südharz (Ilfelder Becken),
  - in der östlichen Hälfte des Thüringer Waldes (Oberhofer Mulde), Auflässiger Rhyolithsteinbruch in den Hohburger Bergen bei Eilenburg, Sachsen. Diese als „Rhyolith, ignimbritisch (‚Pyroxenquarzporphyr‘)“ in der GK 50 von Sachsen geführten Vorkommen gehören zum Rotliegend des sogenannten Nordwestsächsischen Vulkanit-Komplexes.

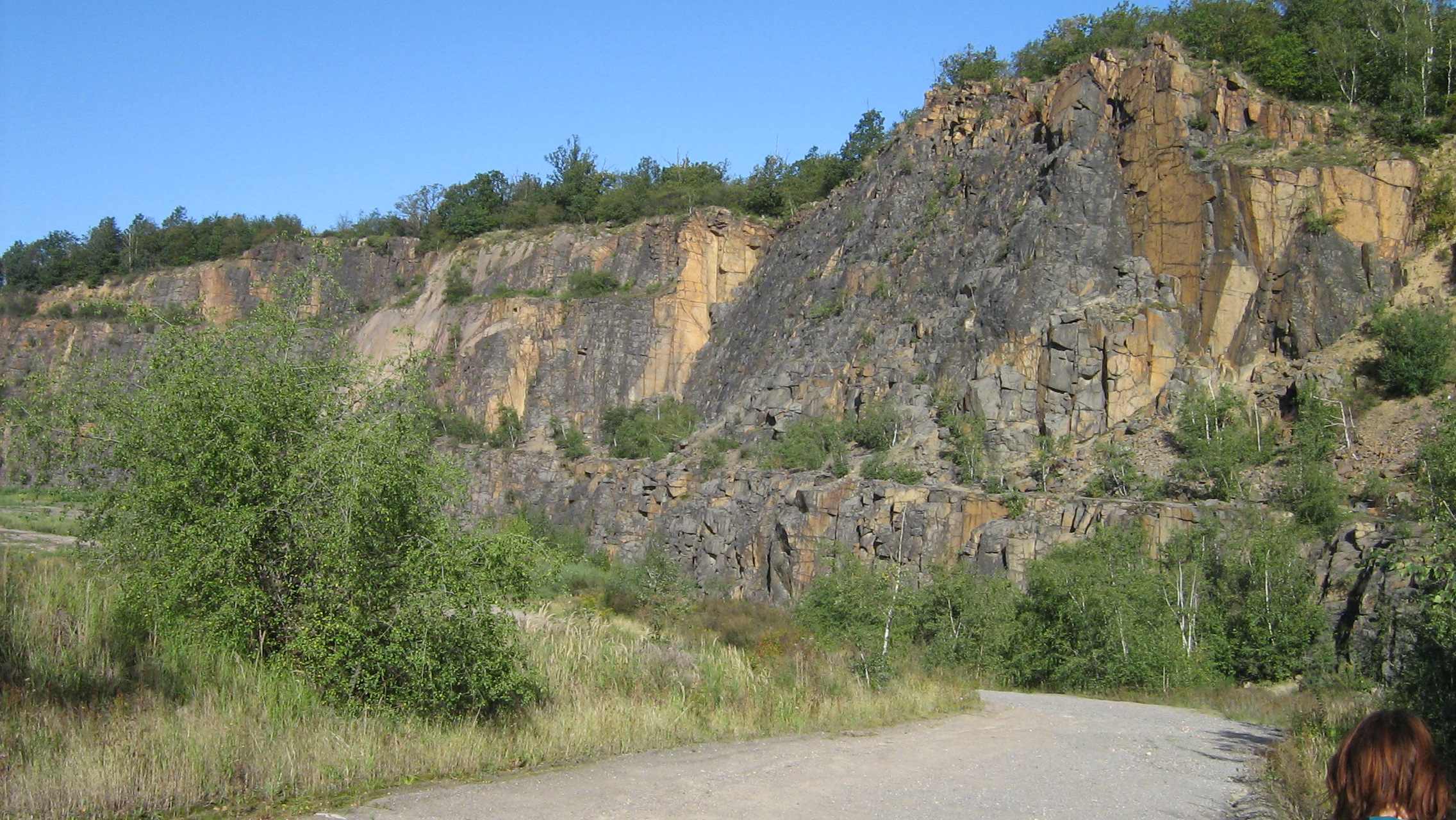
Auflässiger Rhyolithsteinbruch in den Hohburger Bergen bei Eilenburg, Sachsen. Diese als „Rhyolith, ignimbritisch (‚Pyroxenquarzporphyr‘)“ in der GK 50 von Sachsen geführten Vorkommen gehören zum Rotliegend des sogenannten Nordwestsächsischen Vulkanit-Komplexes.

  - im nördlichen Sachsen (Nordwestsächsischer Vulkanitkomplex),
  - im südlichen Sachsen-Anhalt (z. B. der Löbejüner Porphyr),
  - in der Saar-Nahe-Senke wie der Königsstuhl auf dem Donnersberg oder der Kreuznacher Rhyolith (beispielsweise das Brandungskliff am Steigerberg),
  - im Schwarzwald (beispielsweise am Karlsruher Grat),
  - im Odenwald (beispielsweise am Wachenberg bei Weinheim),
  - in den Vogesen und
  - in den Mittelsudeten (Intrasudetisches Becken), unter anderem im Rabengebirge[4]
- Etschtaler Vulkanit-Gruppe in der Umgebung von Bozen: ebenfalls kontinentale Rhyolithe unterpermischen Alters – die entsprechende übergeordnete Gesteinsserie wird im Alpenraum aber nicht Rotliegend, sondern „Permotrias“ oder „Permoskyth“ genannt.
- Island: sämtliche aktive und erloschene Zentralvulkane, z. B. Torfajökull, Leirhnjúkur / Krafla, Breiðdalsvulkan; geologisch sehr jung
- Liparische Inseln: geologisch sehr junger Inselbogen-Vulkanismus. Die Inseln sind namensgebend für Liparit, eine veraltete alternative Bezeichnung des Rhyoliths.
- Großbritannien: Cornwall und Devon, dort unter der regionalen Naturwerksteinbezeichnung Elvan subsumiert.[5][6]
- „Copper Coast Geopark“ im Südosten Irlands: Zeugnis eines ordovizischen Inselbogen-Vulkanismus.[7]
- Tardree Rhyolite Complex in Nordirland: Zeugnis des kontinentalen Riftvulkanismus im Zuge der beginnenden Öffnung des Nordatlantiks im Paläozän[8]

### Außerhalb Europas
- Appalachen
- Rocky Mountains

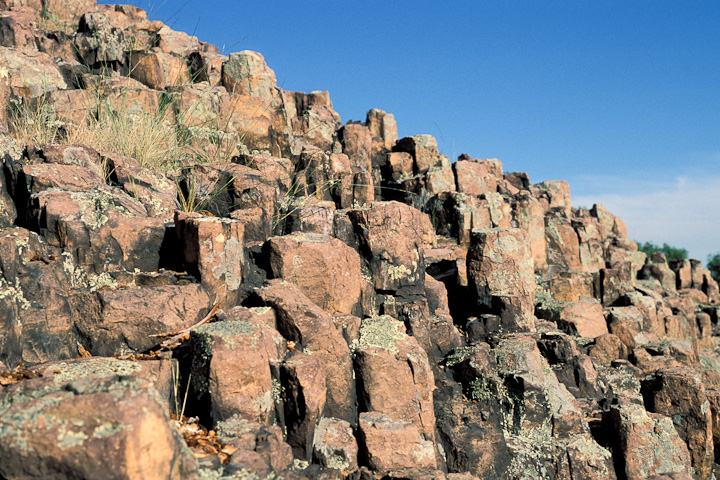
Die „Devil’s Honeycomb“ („Teufelswabe“) des Hughes Mountain: Rhyolith-Säulen eines präkambrischen Rhyolithkörpers. Washington County, Missouri, USA.

  - die ehemalige Goldgräberstadt Rhyolite in Nevada, USA, wurde nach einem landschaftsprägenden Vorkommen benannt.[9]
- Anden
- die Nordinsel von Neuseeland besitzt die größte Konzentration an jungen Rhyolith-Vulkanen (Taupō Volcanic Zone)
- die Bergkette Yandangshan[10], nahe der Stadt Wenzhou, Provinz Zhejiang, Volksrepublik China

## Verwendung
- als Schotter und Splitt
- als Pflastersteine
- als Naturwerkstein (z. B. für Gebäudefassaden, Fußböden oder Tischplatten)

## Natursteinsorten
- Löbejüner Quarzporphyr